# Neochlamisus insularis
Neochlamisus insularis är en skalbaggsart som först beskrevs av Schaeffer 1926.  Neochlamisus insularis ingår i släktet Neochlamisus och familjen bladbaggar. Inga underarter finns listade i Catalogue of Life.